# Elizabeth Peet McIntosh
Elizabeth "Betty" Peet McIntosh, née le 1er mars 1915 à Washington D.C. et morte le 8 juin 2015 à Lake Ridge (Virginie), est une journaliste  et agente de renseignement américaine pendant la Seconde Guerre mondiale. Elle est une des rares femmes à avoir servi à l'étranger avec l'Office of Strategic Services, spécialisée dans la guerre psychologique.

## Biographie

### Jeunesse et formation
Elizabeth Sebree Peet est née à Washington le 1er mars 1915, de deux parents journalistes. Elle grandit à Honolulu où elle apprend le japonais. Elle fréquente ensuite  l'Université de Washington et y obtient un diplôme en journalisme en 1935,.
Après cela, elle retourne à Hawaï où elle travaille pour plusieurs journaux, dont le Honolulu Advertiser, le Star-Bulletin et le San Francisco Chronicle.
Elle épouse le journaliste Alexander MacDonald, en 1937. Ils prévoient de vivre au Japon et apprennent le japonais à Hawaï. La guerre met fin à ce projet mais elle reste à Hawaï comme journaliste jusqu'en 1943.

### Seconde guerre mondiale
En janvier 1943, après un entretien journalistique avec Atherton Richards, celui-ci lui propose de rejoindre l'agence de renseignement, Office of Strategic Services (OSS) dont il est un des responsables. Après une formation, elle est envoyée à New Dehli en juillet 1944 où, en raison de sa bonne connaissance de la langue, elle analyse le courrier envoyé par les militaires japonais. Elle est, avec son amie Julia Child, une des rares femmes assignées aux Morale Operations(MO), une branche spécialisée dans la guerre psychologique, en particulier la propagande. Elle organise la désinformation en fabricant de faux documents, rapports  et courriers dans le but de miner le moral japonais. Ces documents sont relus par des locuteurs japonais qu'elle a pour tâche de recruter, pour assurer leur crédibilité. Par exemple, dans  ses mémoires, elle raconte comment le MO met la main sur plusieurs centaines de cartes postales d'adieu écrites par des soldats japonais. La section MO, efface et réécrit les lettres avec des messages antipatriotiques et les envoie aux familles.
Elizabeth Peet McIntosh est ensuite envoyée en Chine. Elle y travaille avec des artistes et des caricaturistes pour réaliser des tracts de propagande. Elle aide aussi à propager des rumeurs destinées à saper le moral des japonais.
Après la guerre, Elizabeth Peet McIntosh travaille quelque temps comme journaliste puis rédige ses mémoires, Undercover Girl en 1947 et Sisterhood of Spies: The Women of the OSS, publié en 1998 et écrit deux livres pour enfants : Inki et Palace Under the Sea,.
Après son divorce, elle épouse Richard Heppner. A son décès en 1958, elle travaille pour la Central Intelligence Agency (CIA) jusqu'à sa retraite en 1973.
Elle se marie une troisième fois avec un pilote de guerre, Fred McIntosh.
En 2012, Elizabeth Peet McIntosh est reconnue comme une des Virginia Women in History de la Bibliothèque de Virginie.
Elizabeth Peet McIntosh meurt centenaire d'un arrêt cardiaque le 8 juin 2015 à Lake Ridge en Virginie.